# ZANE
ZANE d.o.o. ili Zagreb nekretnine d.o.o. specijalizirano je trgovačko društvo za poslovanje nekretninama u stopostotnom vlasništvu Zagrebačke banke d.d. 
Osnovano je 1991. godine s ciljem pružanja znanja i usluga iz područja upravljanja i razvoja nekretnina Grupi Zagrebačke banke, klijentima Grupe te samostalno na tržištu. 
Uz dugogodišnje iskustvo i specijalistička znanja u skladu s potrebama klijenata razvijen je integralni okvir konzalting usluga povezan s upravljanjem i razvojem nekretnina, izradom procjena nekretnina te posredovanjem pri kupnji i prodaji nekretnina.
Sa sjedištem u Zagrebu i poslovnicama u Rijeci, Splitu, Varaždinu i Osijeku pokriva cijelo područje Republike Hrvatske, a uz kćerinsko društvo ZANE BH d.o.o. sa sjedištem u Sarajevu i poslovnicom u Mostaru pokriveno je i područje Federacije Bosne i Hercegovine. Zajedno s Bankom i ostalim članicama Grupe Zagrebačke banke kontinuirano razvija paletu proizvoda i usluga. Tako u segmentu poslovanja s nekretninama konsolidira tržišnu poziciju Grupe, a klijent dobiva najbolju moguću integralnu uslugu koja mu osigurava cjelovito i učinkovito upravljanje nekretninama.

## Usluge
Integralne usluge upravljanja i razvoja nekretnina obuhvaćaju:
- upravljanje projektima razvoja nekretnina koje podrazumijeva ukupno upravljanje svim aktivnostima na projektu
- prijedloge optimalnih projektnih rješenja (komercijalni „mix“ prostora)
- analize i utvrđivanje potencijala mogućeg razvoja nekretnine/projekta
- analize tržišta nekretnina
- studije isplativosti i mišljenja o tržišnoj opravdanosti projekta
- usluge u okviru projektnog financiranja stanogradnje
- posredovanja u prodaji i kupnji te najmu i zakupu
- savjetovanje o najučinkovitijim načinima prodaje/kupnje različitih nekretnina
- procjene svih vrsta nekretnina
- usluge etažiranja i izrade elaborata o etažiranju.[3]

## Vanjske poveznice
- Službena web-stranica